# Maurens (Haute-Garonne)
Pour les articles homonymes, voir Maurens.
Maurens (prononcer « morins ») est une commune française située dans le nord-est du département de la Haute-Garonne, en région Occitanie.
Sur le plan historique et culturel, la commune est dans le Lauragais, l'ancien « Pays de Cocagne », lié à la fois à la culture du pastel et à l’abondance des productions, et de « grenier à blé du Languedoc ». Exposée à un climat océanique altéré, elle est drainée par la Saune et par divers autres petits cours d'eau.
Maurens est une commune rurale qui compte 207 habitants en 2022, après avoir connu une forte hausse de la population depuis 1975. Elle fait partie de l'aire d'attraction de Toulouse. Ses habitants sont appelés les Maurenois ou  Maurenoises.
Ses habitants sont les Maurenois et les Maurenoises.
Le patrimoine architectural de la commune comprend un immeuble protégé au titre des monuments historiques : l'église Notre-Dame, inscrite en 1979.

## Géographie

### Localisation
La commune de Maurens se trouve dans le département de la Haute-Garonne, en région Occitanie.
Elle se situe à 32 km à vol d'oiseau de Toulouse, préfecture du département, et à 17 km de Revel, bureau centralisateur du canton de Revel dont dépend la commune depuis 2015 pour les élections départementales.
La commune fait en outre partie du bassin de vie de Caraman.
Les communes les plus proches sont : 
Juzes (1,9 km), Beauville (1,9 km), Cambiac (2,6 km), Lux (3,3 km), Bélesta-en-Lauragais (3,5 km), Vaux (3,6 km), Saint-Vincent (4,1 km), Toutens (4,3 km).
Sur le plan historique et culturel, Maurens fait partie du Lauragais, occupant une vaste zone, autour de l’axe central que constitue le canal du Midi, entre les agglomérations de Toulouse au nord-ouest et Carcassonne au sud-est et celles de Castres au nord-est et Pamiers au sud-ouest. C'est l'ancien « Pays de Cocagne », lié à la fois à la culture du pastel et à l’abondance des productions, et de « grenier à blé du Languedoc ».
Les communes limitrophes sont  Auriac-sur-Vendinelle, Beauville, Cambiac, Falga, Juzes et Vaux.
|           | Cambiac | Auriac-sur-Vendinelle (sur 50 m), Falga |
| Beauville | Maurens | Vaux                                    |
|           | Juzes   |                                         |

### Hydrographie

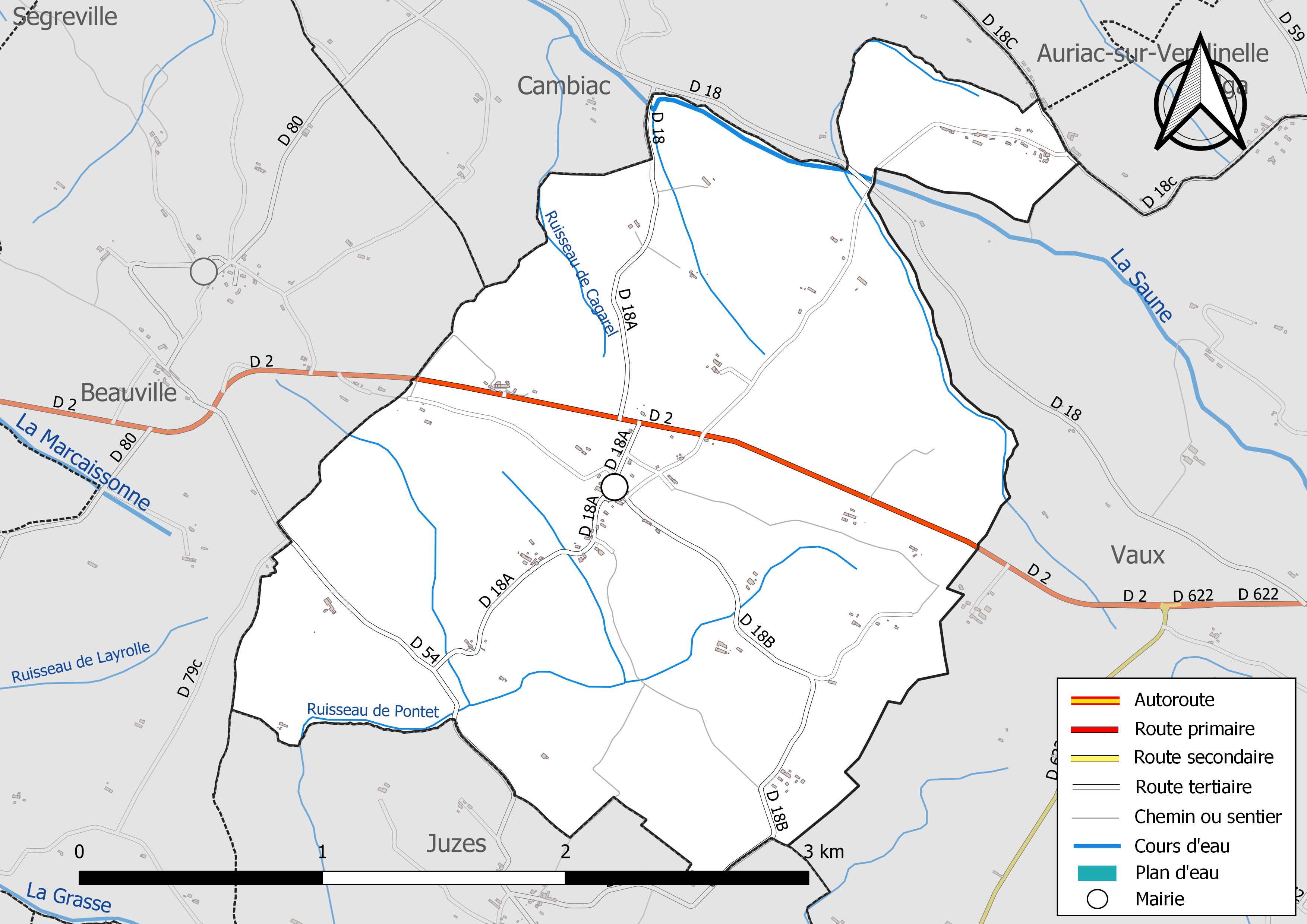
Réseaux hydrographique et routier de Maurens.

La commune est dans le bassin de la Garonne, au sein du bassin hydrographique Adour-Garonne. Elle est drainée par la Saune, le ruisseau de Cagarel, le ruisseau de Pontet et par divers petits cours d'eau, constituant un réseau hydrographique de 10 km de longueur totale,.
La Saune, d'une longueur totale de 31,8 km, prend sa source dans la commune de Vaux et s'écoule vers le sud-est. Elle traverse la commune et se jette dans l'Hers-Mort à Toulouse, après avoir traversé 18 communes.

### Climat
Pour des articles plus généraux, voir Climat de l'Occitanie et Climat de la Haute-Garonne.
En 2010, le climat de la commune est de type climat du Bassin du Sud-Ouest, selon une étude s'appuyant sur une série de données couvrant la période 1971-2000. En 2020, Météo-France publie une typologie des climats de la France métropolitaine dans laquelle la commune est exposée à un climat océanique altéré et est dans la région climatique Aquitaine, Gascogne, caractérisée par une pluviométrie abondante au printemps, modérée en automne, un faible ensoleillement au printemps, un été chaud (19,5 °C), des vents faibles, des brouillards fréquents en automne et en hiver et des orages fréquents en été (15 à 20 jours).
Pour la période 1971-2000, la température annuelle moyenne est de 13 °C, avec une amplitude thermique annuelle de 15,6 °C. Le cumul annuel moyen de précipitations est de 796 mm, avec 10,6 jours de précipitations en janvier et 5,4 jours en juillet. Pour la période 1991-2020, la température moyenne annuelle observée sur la station météorologique la plus proche, située sur la commune de Ségreville à 5 km à vol d'oiseau, est de 13,4 °C et le cumul annuel moyen de précipitations est de 747,6 mm,. Pour l'avenir, les paramètres climatiques de la commune estimés pour 2050 selon différents scénarios d’émission de gaz à effet de serre sont consultables sur un site dédié publié par Météo-France en novembre 2022.

### Milieux naturels et biodiversité
Aucun espace naturel présentant un intérêt patrimonial n'est recensé sur la commune dans l'inventaire national du patrimoine naturel,,.

## Urbanisme

### Typologie
Au 1er janvier 2024, Maurens est catégorisée commune rurale à habitat très dispersé, selon la nouvelle grille communale de densité à sept niveaux définie par l'Insee en 2022.
Elle est située hors unité urbaine. Par ailleurs la commune fait partie de l'aire d'attraction de Toulouse, dont elle est une commune de la couronne,. Cette aire, qui regroupe 527 communes, est catégorisée dans les aires de 700 000 habitants ou plus (hors Paris),.

### Occupation des sols
L'occupation des sols de la commune, telle qu'elle ressort de la base de données européenne d’occupation biophysique des sols Corine Land Cover (CLC), est marquée par l'importance des territoires agricoles (100 % en 2018), une proportion identique à celle de 1990 (100 %). La répartition détaillée en 2018 est la suivante : 
terres arables (81,3 %), zones agricoles hétérogènes (18,7 %). L'évolution de l’occupation des sols de la commune et de ses infrastructures peut être observée sur les différentes représentations cartographiques du territoire : la carte de Cassini (XVIIIe siècle), la carte d'état-major (1820-1866) et les cartes ou photos aériennes de l'IGN pour la période actuelle (1950 à aujourd'hui).

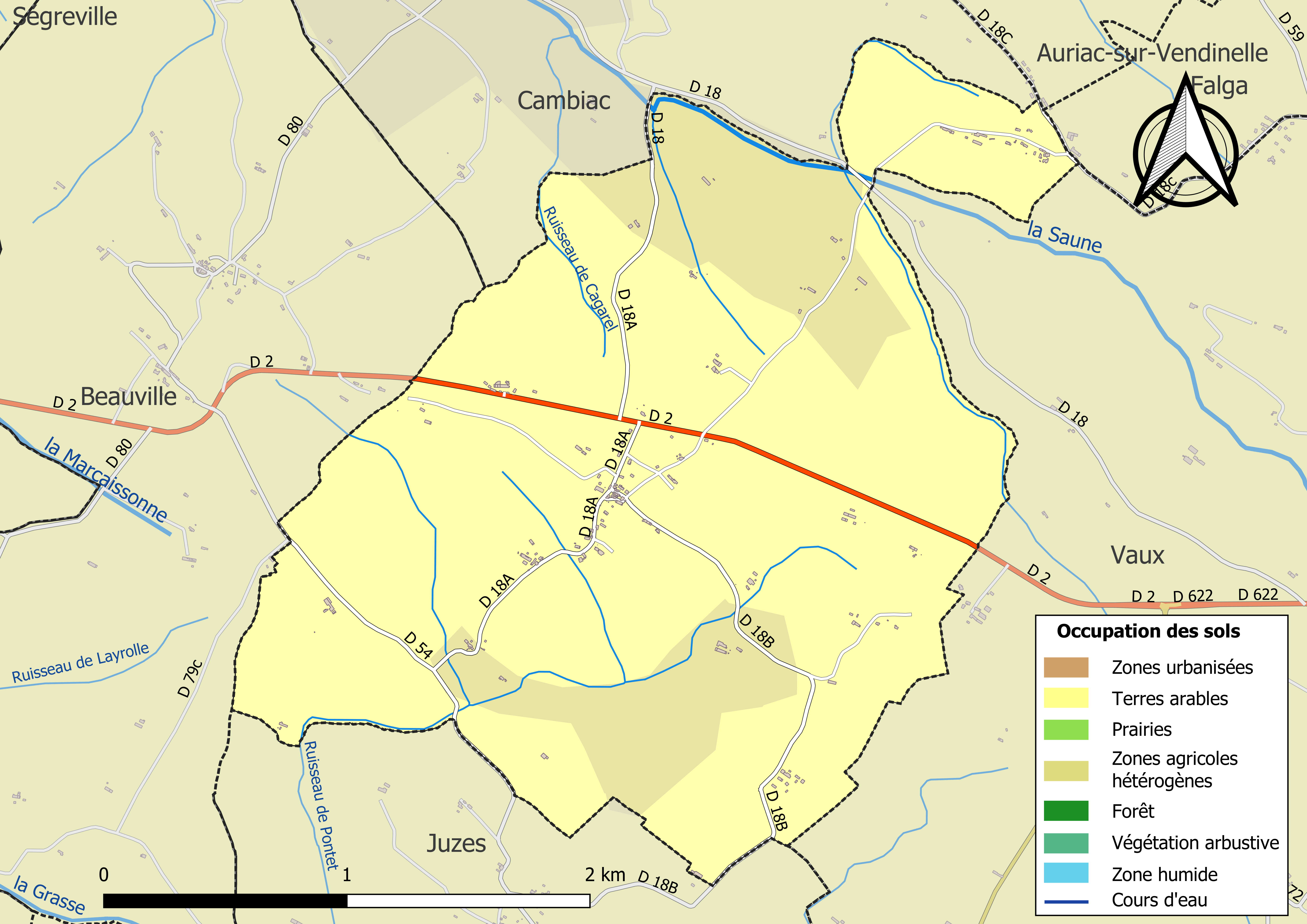
Carte des infrastructures et de l'occupation des sols de la commune en 2018 (CLC).

### Risques majeurs
Le territoire de la commune de Maurens est vulnérable à différents aléas naturels : météorologiques (tempête, orage, neige, grand froid, canicule ou sécheresse), inondations et séisme (sismicité très faible). Un site publié par le BRGM permet d'évaluer simplement et rapidement les risques d'un bien localisé soit par son adresse soit par le numéro de sa parcelle.
Certaines parties du territoire communal sont susceptibles d’être affectées par le risque d’inondation par débordement de cours d'eau, notamment la Saune. La commune a été reconnue en état de catastrophe naturelle au titre des dommages causés par les inondations et coulées de boue survenues en 1982, 1998, 1999 et 2009,.

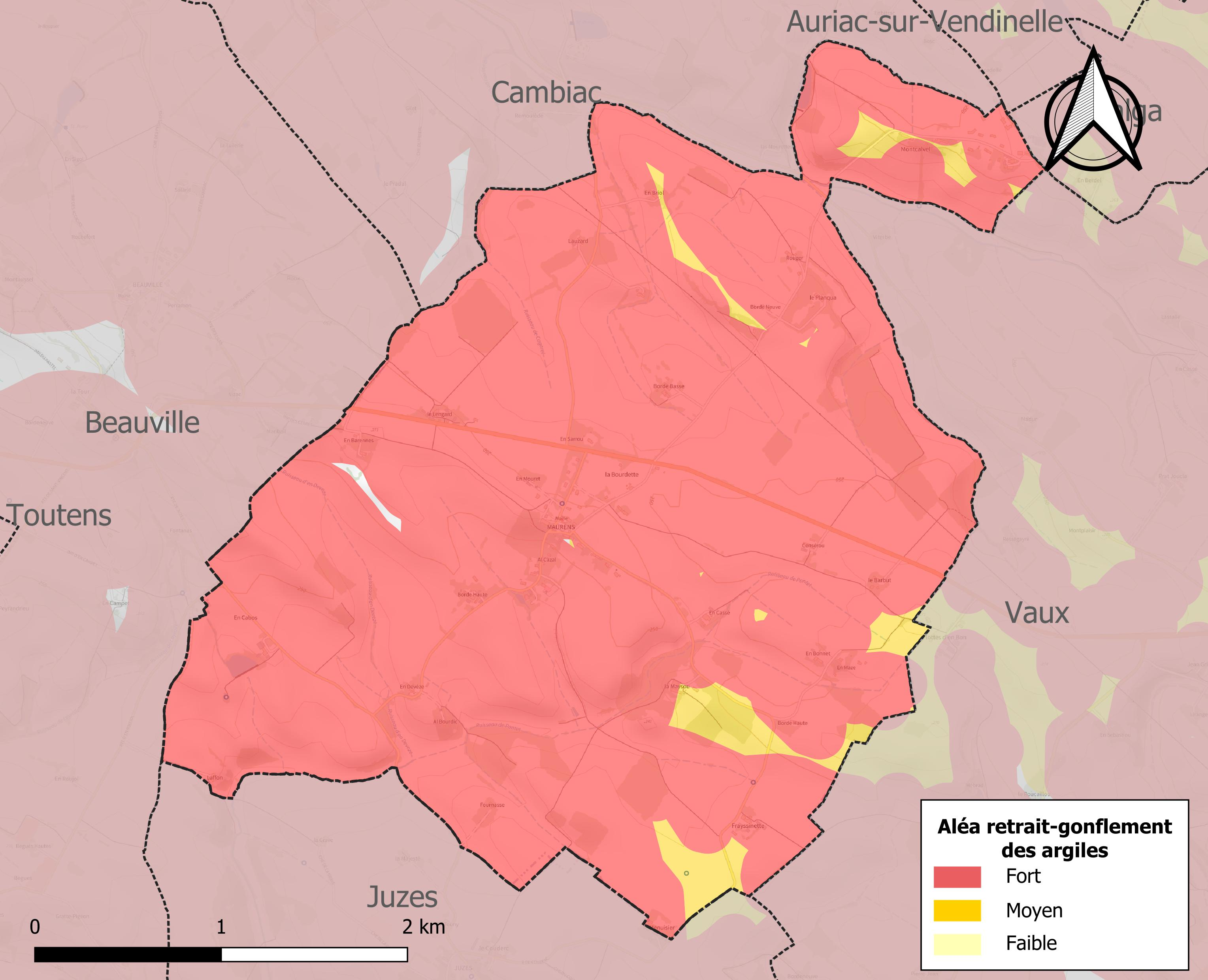
Carte des zones d'aléa retrait-gonflement des sols argileux de Maurens.

Le retrait-gonflement des sols argileux est susceptible d'engendrer des dommages importants aux bâtiments en cas d’alternance de périodes de sécheresse et de pluie. 99,8 % de la superficie communale est en aléa moyen ou fort (88,8 % au niveau départemental et 48,5 % au niveau national). Sur les 97 bâtiments dénombrés sur la commune en 2019, 96 sont en aléa moyen ou fort, soit 99 %, à comparer aux 98 % au niveau départemental et 54 % au niveau national. Une cartographie de l'exposition du territoire national au retrait gonflement des sols argileux est disponible sur le site du BRGM,.
Par ailleurs, afin de mieux appréhender le risque d’affaissement de terrain, l'inventaire national des cavités souterraines permet de localiser celles situées sur la commune.
Concernant les mouvements de terrains, la commune a été reconnue en état de catastrophe naturelle au titre des dommages causés par la sécheresse en 2016 et par des mouvements de terrain en 1999.

## Héraldique
| Maurens | Son blasonnement est : D'argent aux deux barres de sable. |

## Politique et administration
| Période                                  | Période  | Identité           | Étiquette | Qualité     |
| ---------------------------------------- | -------- | ------------------ | --------- | ----------- |
| Les données manquantes sont à compléter. |          |                    |           |             |
| mars 1983                                | 2020     | Christian Berjaud  | DVD       | Agriculteur |
| mars 2020                                | En cours | Christiane Palosse |           |             |

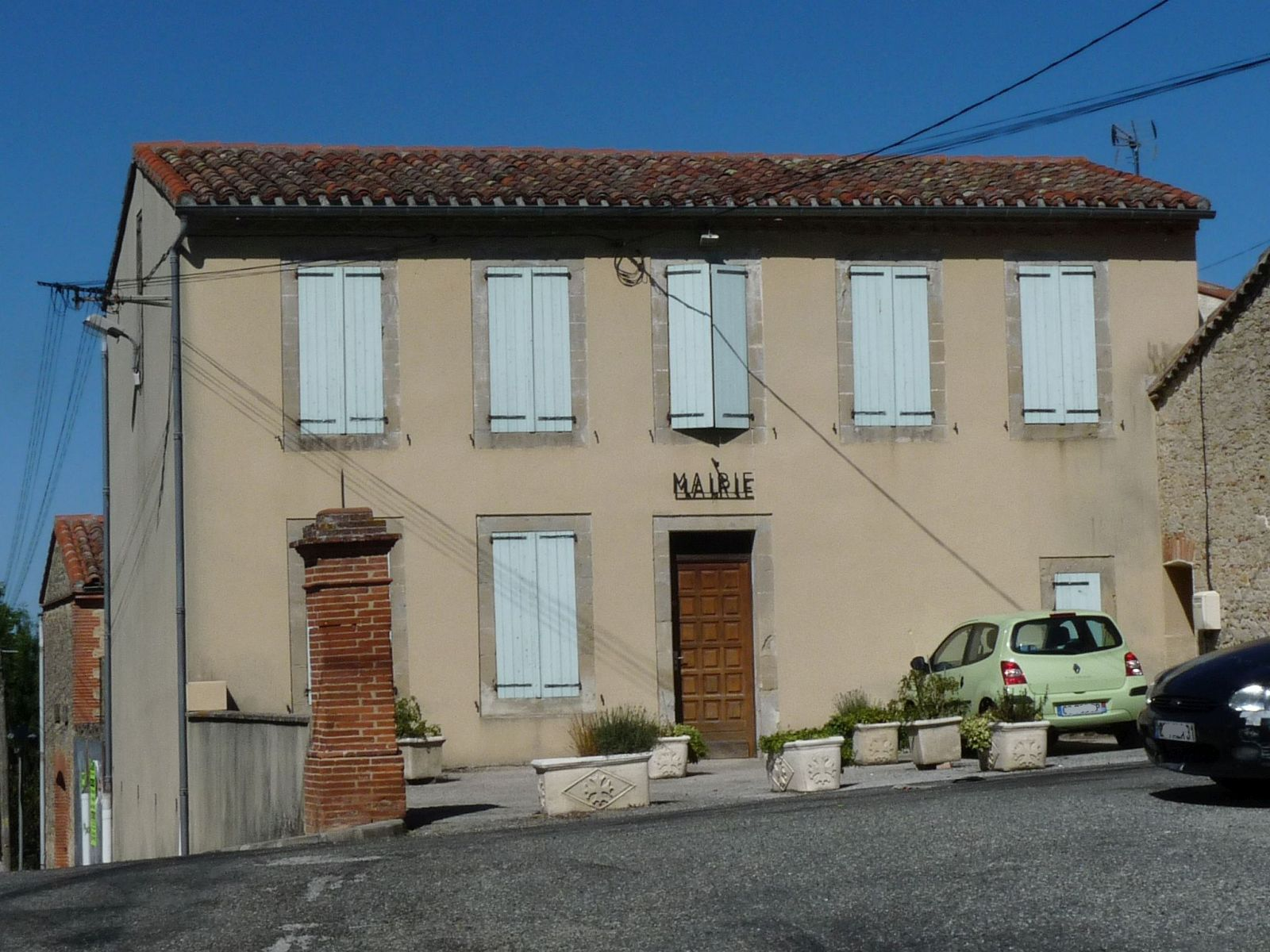
La mairie

Commune faisant partie de la septième circonscription de la Haute-Garonne.

## Démographie
L'évolution du nombre d'habitants est connue à travers les recensements de la population effectués dans la commune depuis 1793. Pour les communes de moins de 10 000 habitants, une enquête de recensement portant sur toute la population est réalisée tous les cinq ans, les populations de référence des années intermédiaires étant quant à elles estimées par interpolation ou extrapolation. Pour la commune, le premier recensement exhaustif entrant dans le cadre du nouveau dispositif a été réalisé en 2006.

En 2022, la commune comptait 207 habitants, en évolution de +2,48 % par rapport à 2016 (Haute-Garonne : +8,02 %, France hors Mayotte : +2,11 %).
| 1793 | 1800 | 1806 | 1821 | 1831 | 1836 | 1841 | 1846 | 1851 |
| ---- | ---- | ---- | ---- | ---- | ---- | ---- | ---- | ---- |
| 311  | 319  | 328  | 327  | 333  | 347  | 365  | 371  | 380  |

| 1856 | 1861 | 1866 | 1872 | 1876 | 1881 | 1886 | 1891 | 1896 |
| ---- | ---- | ---- | ---- | ---- | ---- | ---- | ---- | ---- |
| 347  | 347  | 324  | 326  | 297  | 310  | 292  | 276  | 256  |

| 1901 | 1906 | 1911 | 1921 | 1926 | 1931 | 1936 | 1946 | 1954 |
| ---- | ---- | ---- | ---- | ---- | ---- | ---- | ---- | ---- |
| 236  | 241  | 235  | 193  | 205  | 218  | 235  | 196  | 166  |

| 1962 | 1968 | 1975 | 1982 | 1990 | 1999 | 2006 | 2011 | 2016 |
| ---- | ---- | ---- | ---- | ---- | ---- | ---- | ---- | ---- |
| 152  | 139  | 122  | 118  | 143  | 169  | 193  | 203  | 202  |

| 2021 | 2022 | - | - | - | - | - | - | - |
| ---- | ---- | - | - | - | - | - | - | - |
| 207  | 207  | - | - | - | - | - | - | - |

## Économie

### Revenus
En 2018  (données Insee publiées en septembre 2021), la commune compte 85 ménages fiscaux, regroupant 201 personnes. La médiane du revenu disponible par unité de consommation est de 23 360 € (23 140 € dans le département).

### Emploi
|                | 2008  | 2013  | 2018  |
| -------------- | ----- | ----- | ----- |
| Commune        | 7 %   | 4,5 % | 6,4 % |
| Département    | 7,7 % | 9,6 % | 9,3 % |
| France entière | 8,3 % | 10 %  | 10 %  |

En 2018, la population âgée de 15 à 64 ans s'élève à 143 personnes, parmi lesquelles on compte 78,6 % d'actifs (72,1 % ayant un emploi et 6,4 % de chômeurs) et 21,4 % d'inactifs,. Depuis 2008, le taux de chômage communal (au sens du recensement) des 15-64 ans est inférieur à celui de la France et du département.
La commune fait partie de la couronne de l'aire d'attraction de Toulouse, du fait qu'au moins 15 % des actifs travaillent dans le pôle,. Elle compte 27 emplois en 2018, contre 16 en 2013 et 16 en 2008. Le nombre d'actifs ayant un emploi résidant dans la commune est de 105, soit un indicateur de concentration d'emploi de 26,2 % et un taux d'activité parmi les 15 ans ou plus de 64,9 %.
Sur ces 105 actifs de 15 ans ou plus ayant un emploi, 20 travaillent dans la commune, soit 20 % des habitants. Pour se rendre au travail, 82,4 % des habitants utilisent un véhicule personnel ou de fonction à quatre roues, 5,9 % les transports en commun, 3 % s'y rendent en deux-roues, à vélo ou à pied et 8,8 % n'ont pas besoin de transport (travail au domicile).

### Activités hors agriculture
15 établissements sont implantés  à Maurens au 31 décembre 2019.
Le secteur de la construction est prépondérant sur la commune puisqu'il représente 33,3 % du nombre total d'établissements de la commune (5 sur les 15 entreprises implantées  à Maurens), contre 12 % au niveau départemental.

### Agriculture
|               | 1988 | 2000 | 2010 | 2020 |
| ------------- | ---- | ---- | ---- | ---- |
| Exploitations | 12   | 7    | 7    | 8    |
| SAU (ha)      | 490  | 441  | 439  | 674  |

La commune est dans le Lauragais, une petite région agricole occupant le nord-est du département de la Haute-Garonne, dont les coteaux portent des grandes cultures en sec avec une dominante blé dur et tournesol. En 2020, l'orientation technico-économique de l'agriculture  sur la commune est la culture de céréales et/ou d'oléoprotéagineuses. Huit exploitations agricoles ayant leur siège dans la commune sont dénombrées lors du recensement agricole de 2020 (12 en 1988). La superficie agricole utilisée est de 674 ha,,.

## Équipements, services et vie locale

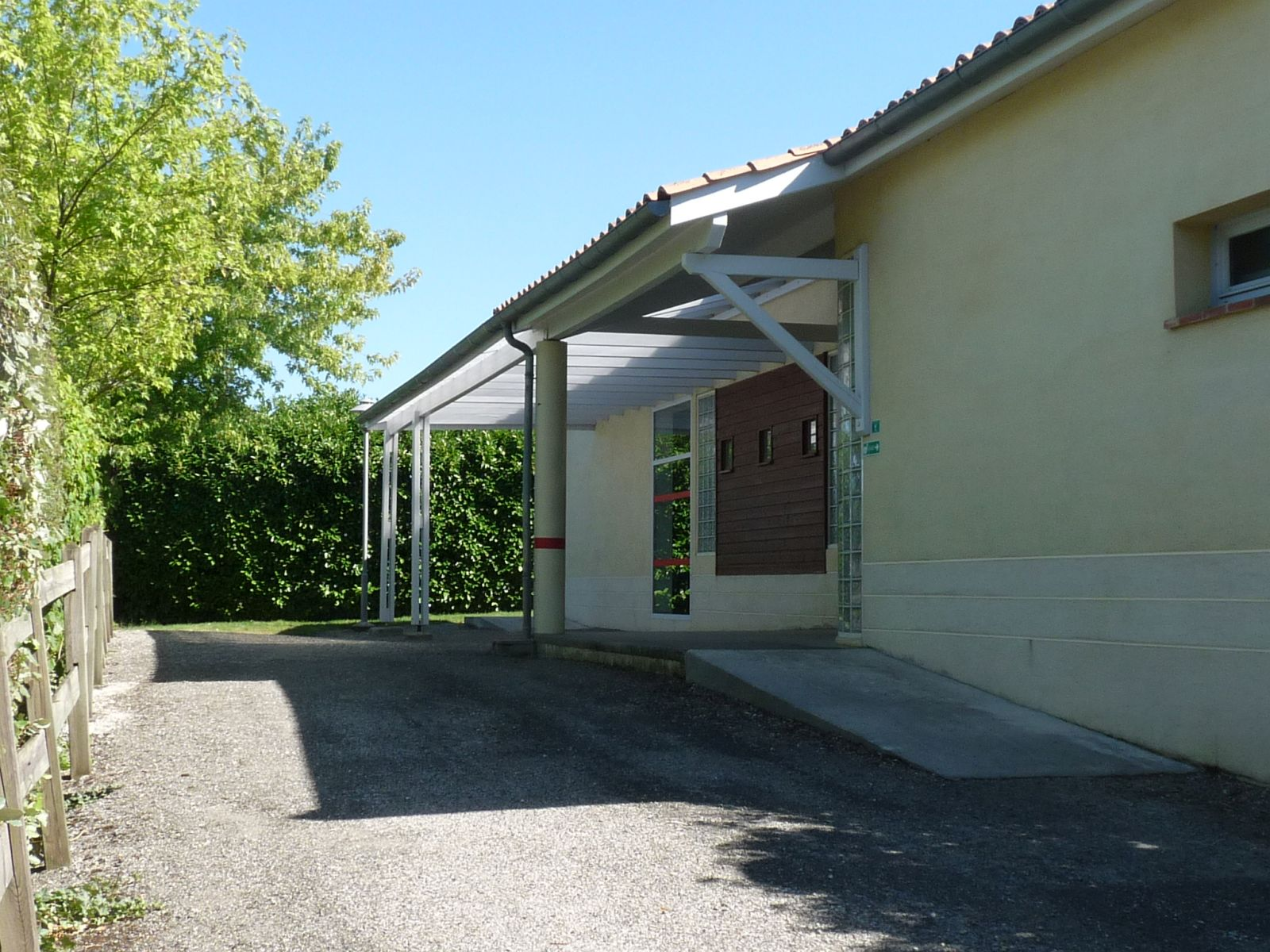
La nouvelle salle des fêtes

## Culture locale et patrimoine

### Lieux et monuments
- L'église Notre-Dame de Maurens possède d'intéressantes inscriptions, dont l'une en occitan toulousain, dans le porche datant de 1521. Le clocher-mur date de 1845. L'édifice est inscrit monument historique depuis 1979[32].

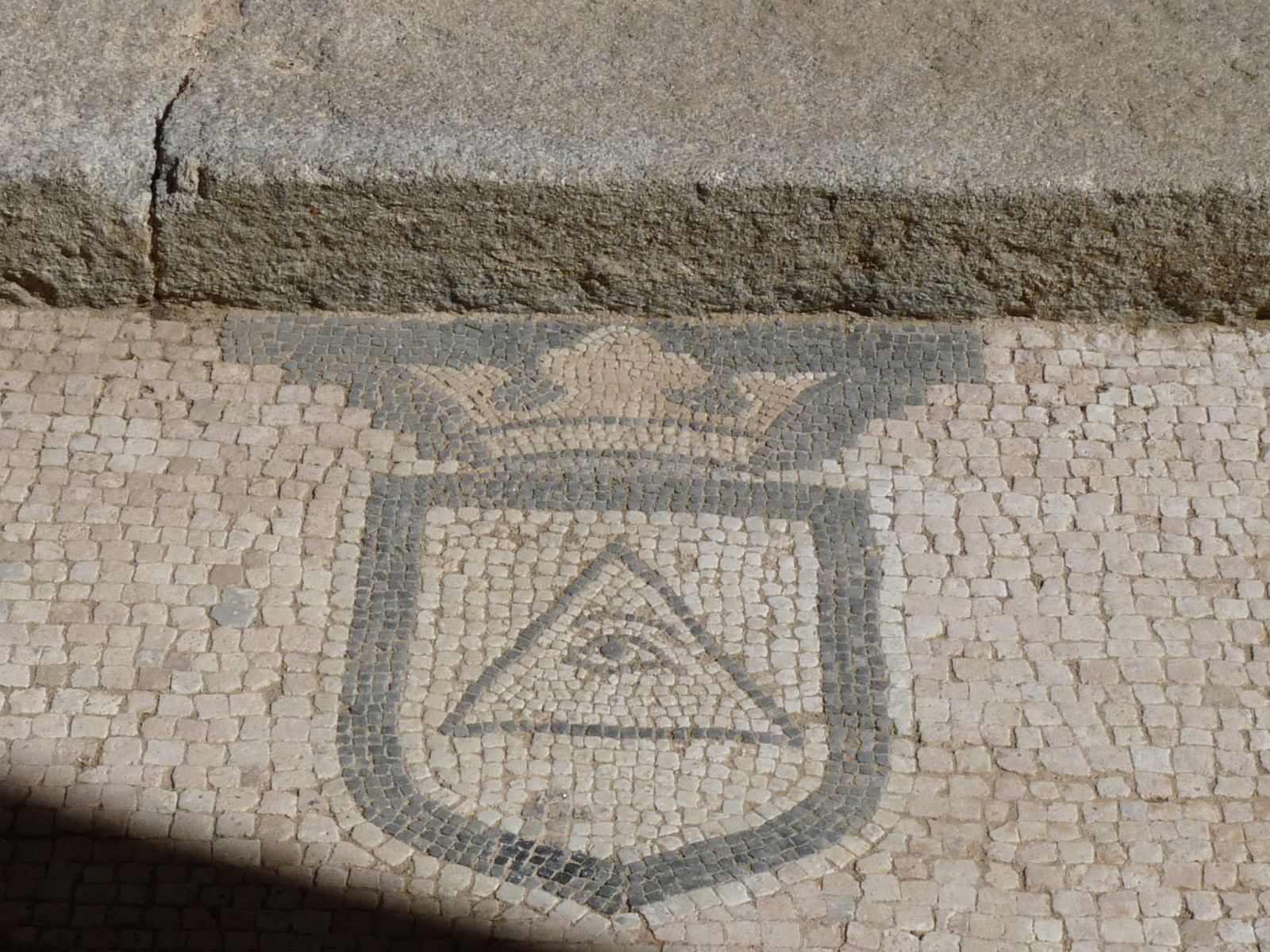
Blason sur le parvis de l'église
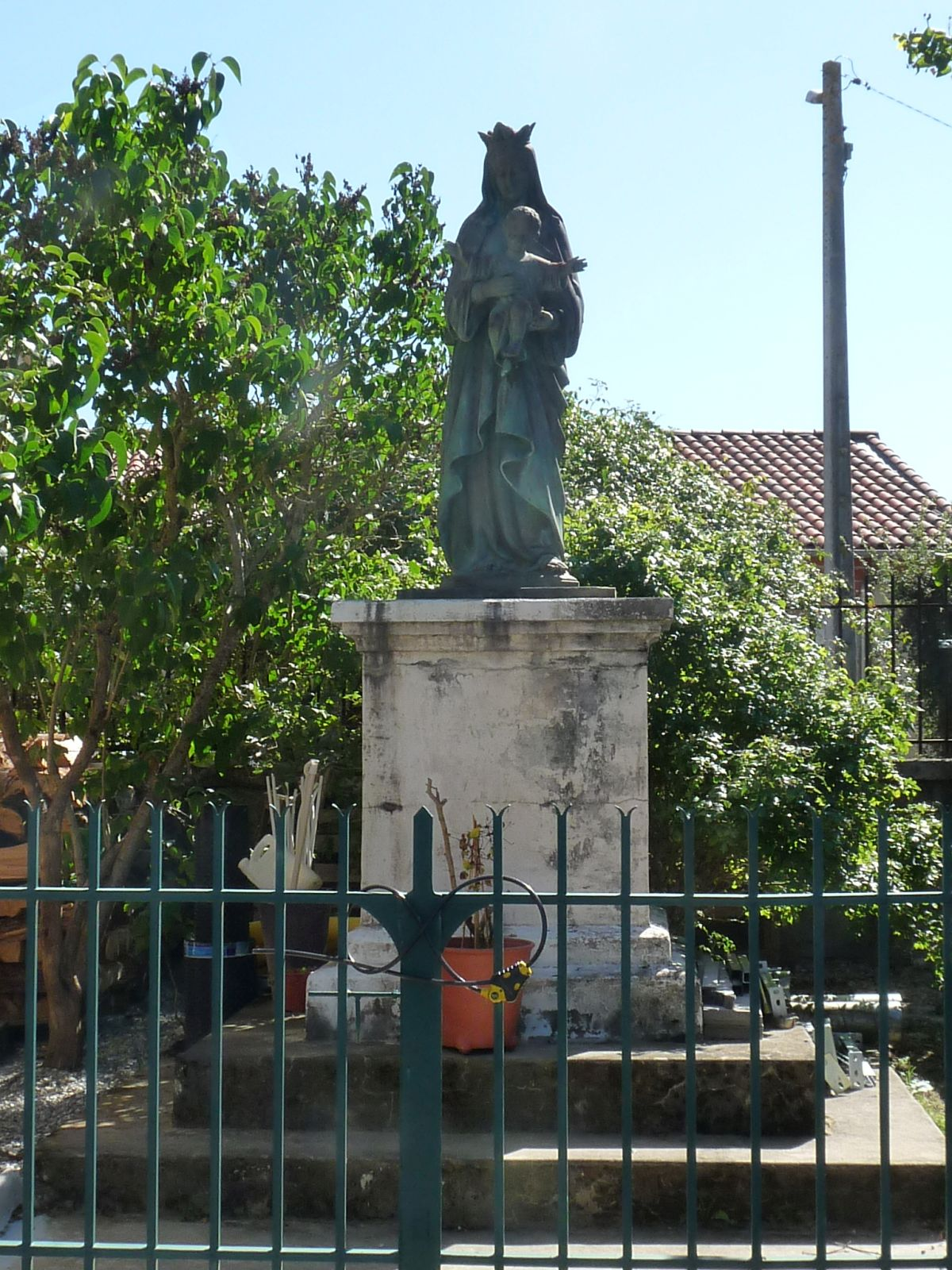
Statue de la Vierge à l'Enfant
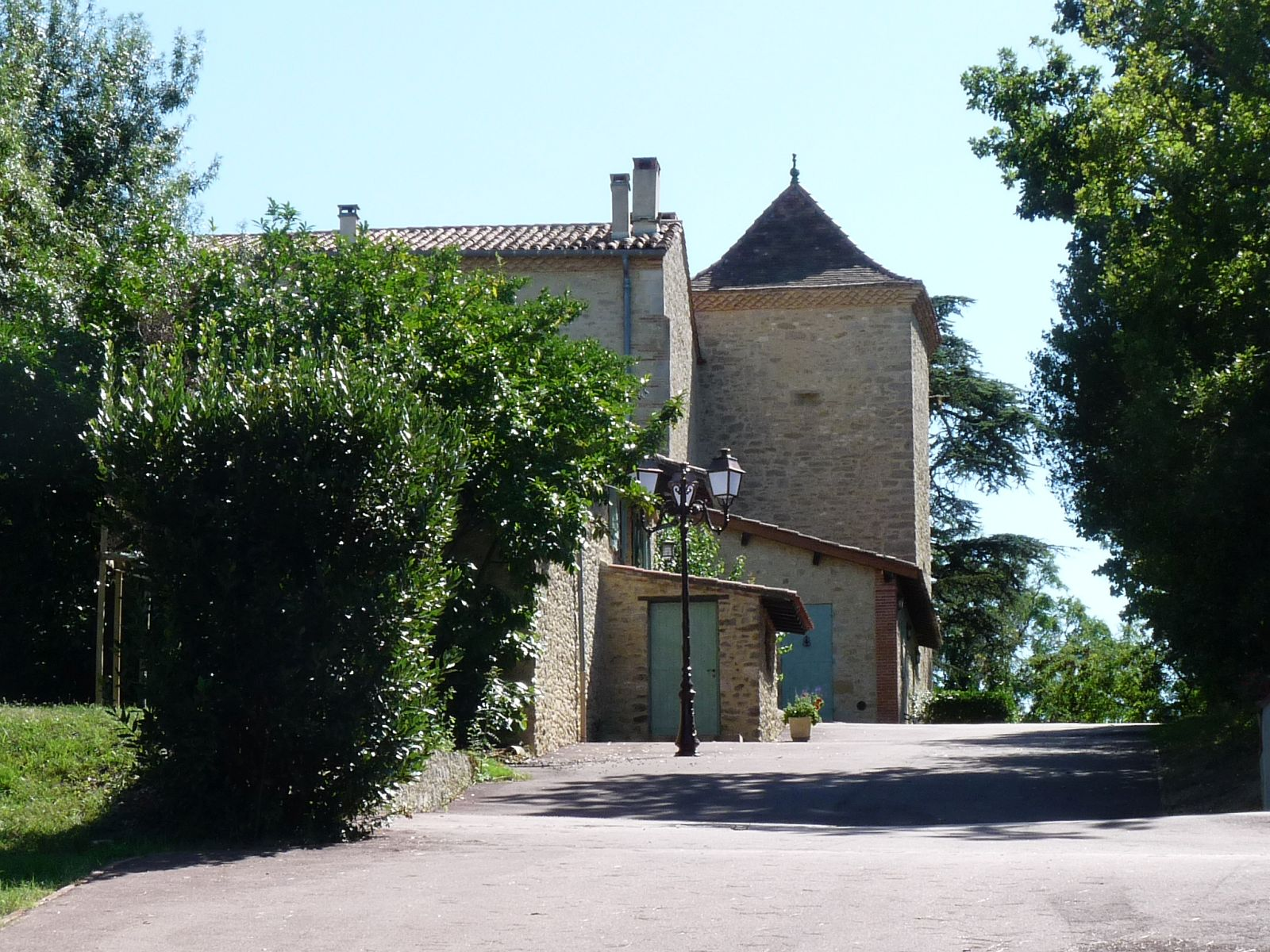
Ancien manoir de Maurens
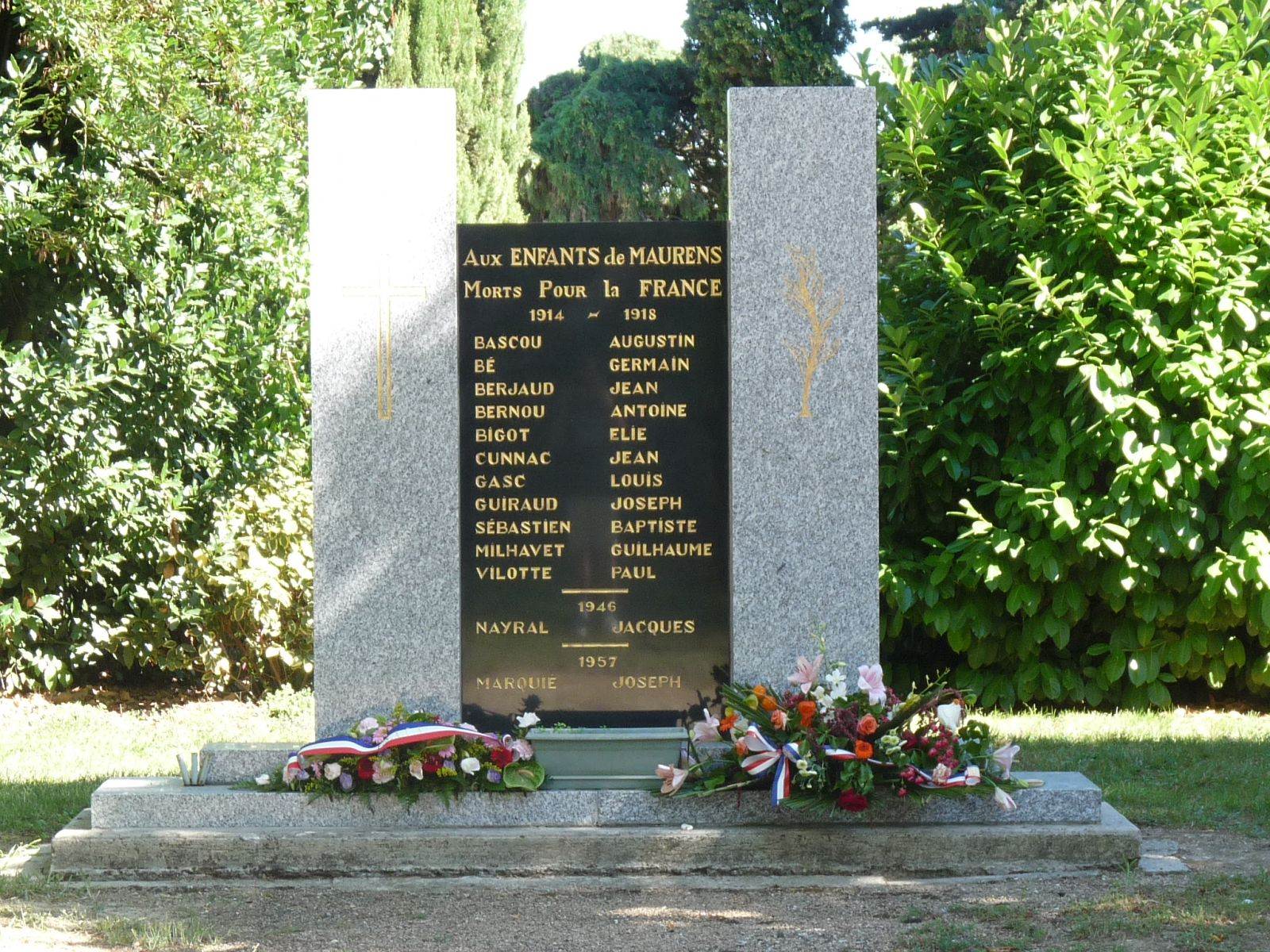
Le monument aux morts
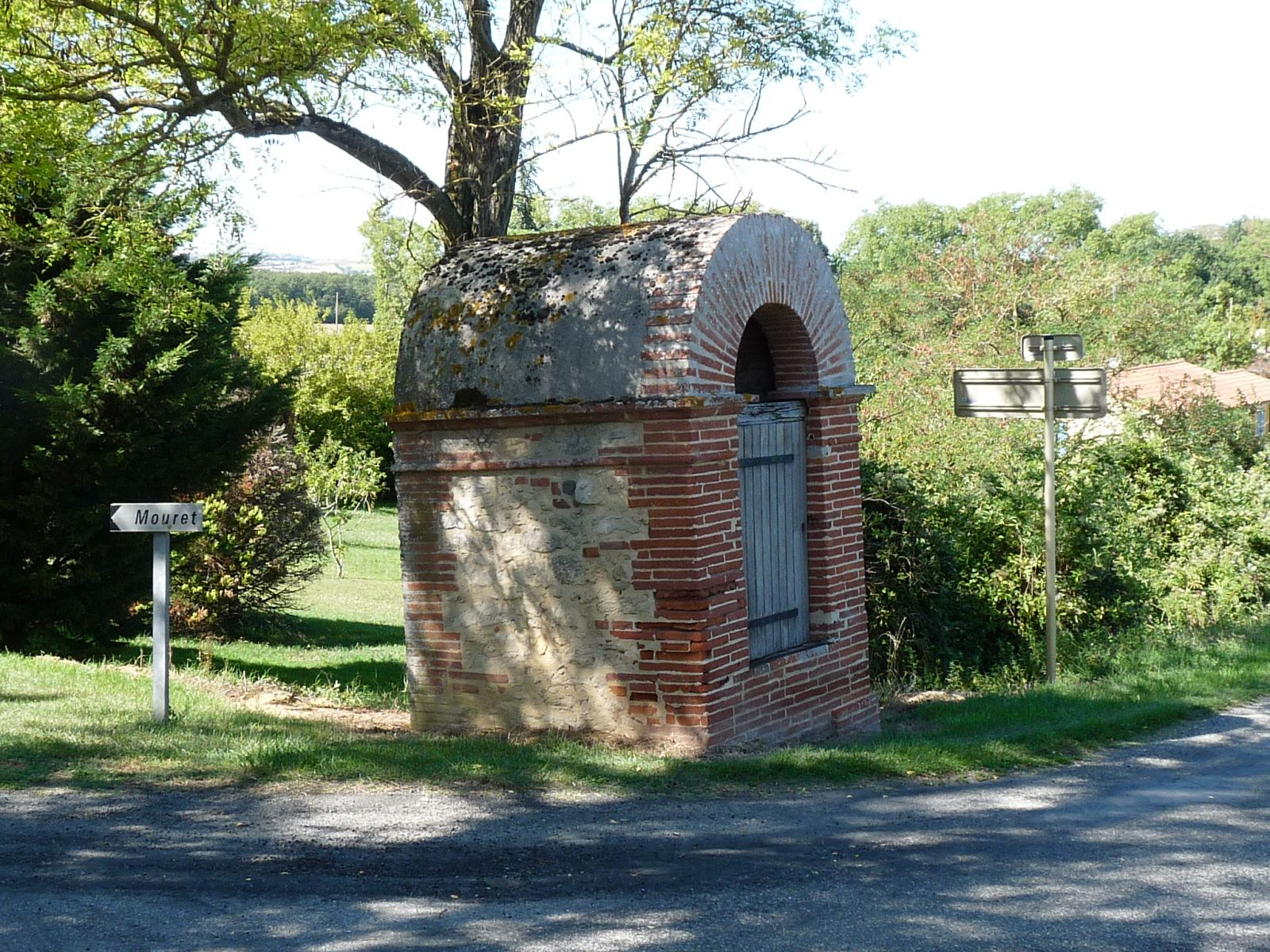
Ancien puits